# Kurt Schmeißer (Diplomat)
Kurt Schmeißer (auch Schmeisser; * Mitte Mai 1909; † 20. Mai 1982) war ein deutscher Diplomat und Wirtschaftsfunktionär, der für die Deutsche Demokratische Republik (DDR) zwischen 1958 und 1962 als Handelsrat zunächst im Irak und anschließend in Schweden arbeitete. Zwischen 1962 und 1971 leitete Schmeißer als Generaldirektor das Leipziger Messeamt.

## Biographie
Schmeißer war Mitglied der Sozialistischen Einheitspartei Deutschlands (SED) und leitete mehrere Jahre lang die volkseigenen Außenhandelsbetriebe Glas und Keramik bzw. Maschinenexport. Er war im Jahr 1952 Mitglied des Gründungspräsidiums der Kammer für Außenhandel (KfA), außerdem Vorstandsmitglied des Ausschusses zur Förderung des deutschen Handels sowie über einen längeren Zeitraum Teil des Kollegiums des Ministeriums für Außenhandel und Innerdeutschen Handel. Mitte der 1950er Jahre betätigte sich Schmeißer als Delegationsleiter und Generaldirektor für die DDR im Bereich des Außenhandels; so wurden Handelsabkommen mit Schweden (1953), Norwegen (1955) und der Belgisch-Luxemburgischen Wirtschaftsunion (1957) abgeschlossen. Schmeißer wurde im Jahr 1958 zum ersten Leiter der DDR-Handelsvertretung im irakischen Bagdad ernannt und leitete zwischen 1959 und 1962 als Nachfolger von Kurt Lorentz die Vertretung der KfA der DDR im schwedischen Stockholm. Mit Wirkung vom 1. November 1962 wurde Schmeißer vom Präsidenten der KfA, Fritz Koch, zum Generaldirektor des Leipziger Messeamtes berufen. Nach der erfolgreichen Leipziger Frühjahrsmesse im März 1971 beendete Schmeißer diese Tätigkeit. Anschließend betätigte sich der Handelsrat noch als Messedirektor der DDR-Kollektivschau.
Schmeißer wurde 1979 mit dem Vaterländischen Verdienstorden in Silber ausgezeichnet und lebte zu dieser Zeit in Berlin-Buch. Er war verheiratet (Charlotte) und hatte eine Tochter (Anita). Schmeißer, zuletzt Vorsitzender der „Kommission zur Betreuung alter verdienter Parteimitglieder der SED-Kreisleitung Außenhandel“, verstarb „nach langem und schwerem Leiden“ kurz nach seinem 73. Geburtstag. Seine Urne  wurde auf dem Friedhof Berlin-Baumschulenweg begraben.